# Schlins
Schlins è un comune austriaco di 2 365 abitanti nel distretto di Feldkirch, nel Vorarlberg.